# Kypello Ellados 1965-1966
La Coppa di Grecia 1965-1966 è stata la 24ª edizione del torneo. L'AEK Atene ha vinto il trofeo per la settima volta, battendo in finale l'Olympiacos.

## Sedicesimi di finale
| Squadra 1          | Risultato    | Squadra 2        |
| ------------------ | ------------ | ---------------- |
| Paniōnios          | 2 – 1        | Fostiras         |
| Ethnikos Pireo     | 3 – 2        | Vyzas            |
| Atromītos Pireo    | 2 – 2 (dts)  | Asteras Zografou |
| Egaleo             | 3 – 3 (dts)  | Chalandri        |
| Olympiacos         | 3 – 0        | Diagoras         |
| Apollōn Smyrnīs    | 2 – 0 a tav. | Lamia            |
| Panachaïkī         | 3 – 1        | Korinthos        |
| AO Chania          | 2 – 0        | Panaigialeios    |
| Panathīnaïkos      | 5 – 2 (dts)  | Doxa Dramas      |
| AEK Atene          | 4 – 3        | Edessaïkos       |
| AO Giannina        | 2 – 3        | Proodeftikī      |
| Trikala            | 3 – 2        | Petralona        |
| Nikī Volo          | 1 – 2        | Finikas Polichni |
| Kavala             | 1 – 0        | Arīs Salonicco   |
| PAOK               | 0 – 0 (dts)  | Ethnikos Pilea   |
| Apollōn Kalamarias | 1 – 0        | PAO Diikitirios  |

## Ottavi di finale
| Squadra 1          | Risultato   | Squadra 2        |
| ------------------ | ----------- | ---------------- |
| Ethnikos Pireo     | 4 – 1       | Finikas Polichni |
| Ethnikos Pilea     | 0 – 0 (dts) | Panachaïkī       |
| Trikala            | 1 – 1 (dts) | Paniōnios        |
| Kavala             | 3 – 1       | Chalandri        |
| Atromītos Pireo    | 2 – 4       | Proodeftikī      |
| Panathīnaïkos      | 3 – 0       | Apollōn Smyrnīs  |
| AO Chania          | 1 – 3       | Olympiacos       |
| Apollōn Kalamarias | 0 – 1       | AEK Atene        |

## Quarti di finale
| Squadra 1     | Risultato | Squadra 2      |
| ------------- | --------- | -------------- |
| Panathīnaïkos | 1 – 2     | Olympiacos     |
| AEK Atene     | 4 – 1     | Ethnikos Pireo |
| Trikala       | 7 – 0     | Ethnikos Pilea |
| Kavala        | 4 – 1     | Proodeftikī    |

## Semifinali
| Squadra 1  | Risultato    | Squadra 2 |
| ---------- | ------------ | --------- |
| Olympiacos | 5 – 0        | Trikala   |
| AEK Atene  | 2 – 0 a tav. | Kavala    |

## Finale
|  | AEK Atene | 2 – 0 a tavolino | Olympiacos |  |